# Ken Downing
Kenneth Henry Downing (1917. december 5. – Monte Carlo, 2004. május 3.) brit autóversenyző.

## Pályafutása
1952-ben a Formula–1-es világbajnokság két futamán vett részt. A brit futamon kilencedikként ért célba, a holland versenyen pedig technikai problémák miatt kiesett.
Pályafutása alatt indult több, a világbajnokság keretein kívül rendezett Formula–1-es versenyen is.

## Eredményei

### Teljes Formula–1-es eredménylistája
(Táblázat értelmezése)

(Félkövér: pole-pozícióból indult; dőlt: leggyorsabb kört futott) 

| Év   | Csapat                | Modell           | Motor       | 1   | 2   | 3   | 4   | 5     | 6   | 7      | 8   | Helyezés | Pont |
| ---- | --------------------- | ---------------- | ----------- | --- | --- | --- | --- | ----- | --- | ------ | --- | -------- | ---- |
| 1952 | Connaught Engineering | Connaught Type A | Lea-Francis | SUI | 500 | BEL | FRA | GBR 9 | GER | NED Ki | ITA | -        | 0    |

## Külső hivatkozások
- Profilja a grandprix.com honlapon (angolul)
- Profilja a statsf1.com honlapon (angolul)